# Peach State Jamboree
Das Peach State Jamboree war eine US-amerikanische Country-Sendung, die von WJAT aus Swainsboro, Georgia, gesendet wurde.

## Geschichte
Bereits 1954 hatte WJAT mit dem WJAT Jamboree eine erste Ausgabe des Barn-Dance-Show-Formats. Zu den regulären Ensemble gehörten Cleve Warnock, die Lonesome Pine Boys, Aunt Idabelle, die Dixie Troubadors, die Hometown Sweethearts, Clem Hayshecker, J.B. Wasden und die Four-Leaf-Clover Boys.
WJAT gehörte Jim Denny und dem Country-Star Webb Pierce. Die erste Show des Peach State Jamborees wurde am Abend des 9. Februars 1955 gesendet. Jede Ausgabe wurde live von WJAT aus dem Nancy Auditorium in Swainsboro von um 20:15 Uhr bis Mitternacht gesendet. Moderator der Show war Johnny Bailes, der auch als DJ bei WJAT beschäftigt war und das Jamboree zusammen mit Jack Wisely, dem Leiter des Senders, produzierte. 
Das Ensemble des Senders setzte sich vor allem aus regionalen Musikern wie Jody Joiner, Melvin Sapp, Lyneve Wheeler, Johnny Elgin, Dee Thompson und weiteren zusammen. Nur wenige dieser Musiker erreichten größere Bekanntheit, wie beispielsweise Ginny Wright, die ein Jahr zuvor mit Tom Tall den Hit Are You Mine hatte. Auch Carl Tanner ging zu dieser Zeit einer Schallplattenkarriere nach. Comedy wurde durch das Duo Clem Hayshecker & Red Boatright in die Show gebracht. Hausband war die WJAT Band.
1958 wurde das Peach State Jamboree abgesetzt. Die letzte Show wurde am 25. Oktober im Nancy Auditorium abgehalten. Am Neujahrsabend 1960 organisierte Clyde Beavers die Show erneut. Beavers war vorher ebenfalls bei WJAT als DJ gewesen, wechselte aber zum Sender WBRO in Waynesboro, Georgia, der kurz zuvor ebenfalls Jim Denny und Webb Pierce gekauft wurde. Mit dem Neujahrskonzert des Peach State Jamborees im Nancy Auditorium kehrte die Show für einige Zeit einmal monatlich zurück. Zu diesem Zeitpunkt waren Musiker wie Johnny Ferg, Chuck Goddard, Jaybee Wasden und auch Johnny Bailes sowie Clyde Beavers Mitglied der Show.

## Gäste und Mitglieder
| - Ginny Wright - Carl Tanner - Dee Thompson - Jack Sawell - Carol Kirby - J.B. Wosdon - The Hubbard Twins - Lyneve Wheeler - Frog Collins - Jody Joiner - Curtis Mosely | - Emory Carr - Jack Wisely - The Lonesome Pine Boys - The Wiggins Brothers - Clem Hayshecker & Red Boatright - Johnny Ferg - Chuck Goddard - Johnny Bailes - Jaybee Wasden - Johnny Elgin - Joe Sammons and the Sunny Mountain Cut-Ups |